# Desa Sukajadi (administrativ by i Indonesien, Jawa Barat, lat -7,00, long 107,15)
Desa Sukajadi är en administrativ by i Indonesien.   Den ligger i provinsen Jawa Barat, i den västra delen av landet, 90 km söder om huvudstaden Jakarta.